# Carl Eduard Cramer
Carl Eduard Cramer, född 4 mars 1831, död 24 november 1901, var en schweizisk botaniker.
Cramer blev professor i botanik vid Polytechnicum i Zürich 1861 och vid universitetet i Zürich 1880. Från 1882 var han föreståndare för stadens botaniska trädgård. Cramers omfattande och mångsidiga forskning behandlade cellens och vävnadernas utvecklingshistoria, teratologi, bakteriologi, alger, rostsvampar med mera. Tillsammans med Karl Wilhelm von Nägeli utgav han det viktiga arbetet Pflanzenphysiologische Undersuchungen (4 häften, 1855-58).